# Viscount Stuart av Findhorn

Heraldisk vapensköld för Viscount Stuart av Findhorn

Viscount Stuart of Findhorn, av Findhorn i grevskapet Moray, är en brittisk adelstitel. Den kreerades den 20 november 1959 för den konservative politikern James Stuart efter hans pensionering från underhuset. Stuart var den tredje sonen till Morton Gray Stuart, 17:e earl av Moray (se earl av Moray för tidigare historia om familjen). Från och med 2017 innehas titeln av hans sonson, den tredje viscounten, som efterträdde sin far 1999.

## Viscounter Stuart av Findhorn (1959)
- James Gray Stuart, 1:e viscount Stuart av Findhorn (1897–1971)
- David Randolph Moray Stuart, 2:e viscount Stuart av Findhorn (1924–1999)
- James Dominic Stuart, 3:e viscount Stuart av Findhorn (född 1948)

Arvtagaren till titeln är nuvarande innehavarens halvbror, the Hon. Andrew Moray Stuart (född 1957). Det finns inga andra arvtagare till titeln.